# Kohila
Kohila es un municipio estonio perteneciente al condado de Rapla. A 1 de enero de 2016 tiene 6770 habitantes en una superficie de 230,2 km². La capital es la propia localidad de Kohila (3346 habitantes en 2011). Otras localidades importantes son:

## Localidades (población año 2011)
- Aandu 58
- Adila 33
- Aespa 1.004
- Angerja 61
- Hageri 212
- Hageri 128
- Kadaka 24
- Lohu 69
- Loone 59
- Lümandu 24
- Mälivere 75
- Masti 116
- Pahkla 157
- Pihali 116
- Põikma 19
- Prillimäe 366
- Pukamäe 118
- Rabivere 132
- Rootsi 30
- Salutaguse 195
- Sutlema 181
- Urge 179
- Vilivere 629[2]

Se ubica al norte del condado, en el límite con el condado de Harju.